# Аудакс Рио
«Аудакс» Рио-де-Жанейро, или просто — «Аудакс Рио», — бразильский футбольный клуб из города Сан-Жуан-ди-Мерити, штата Рио-де-Жанейро, основанный 8 мая 2005 года и до начала 2011 года известный под названием «Сендас Эспорти Клуби», или «Сендас».

## История

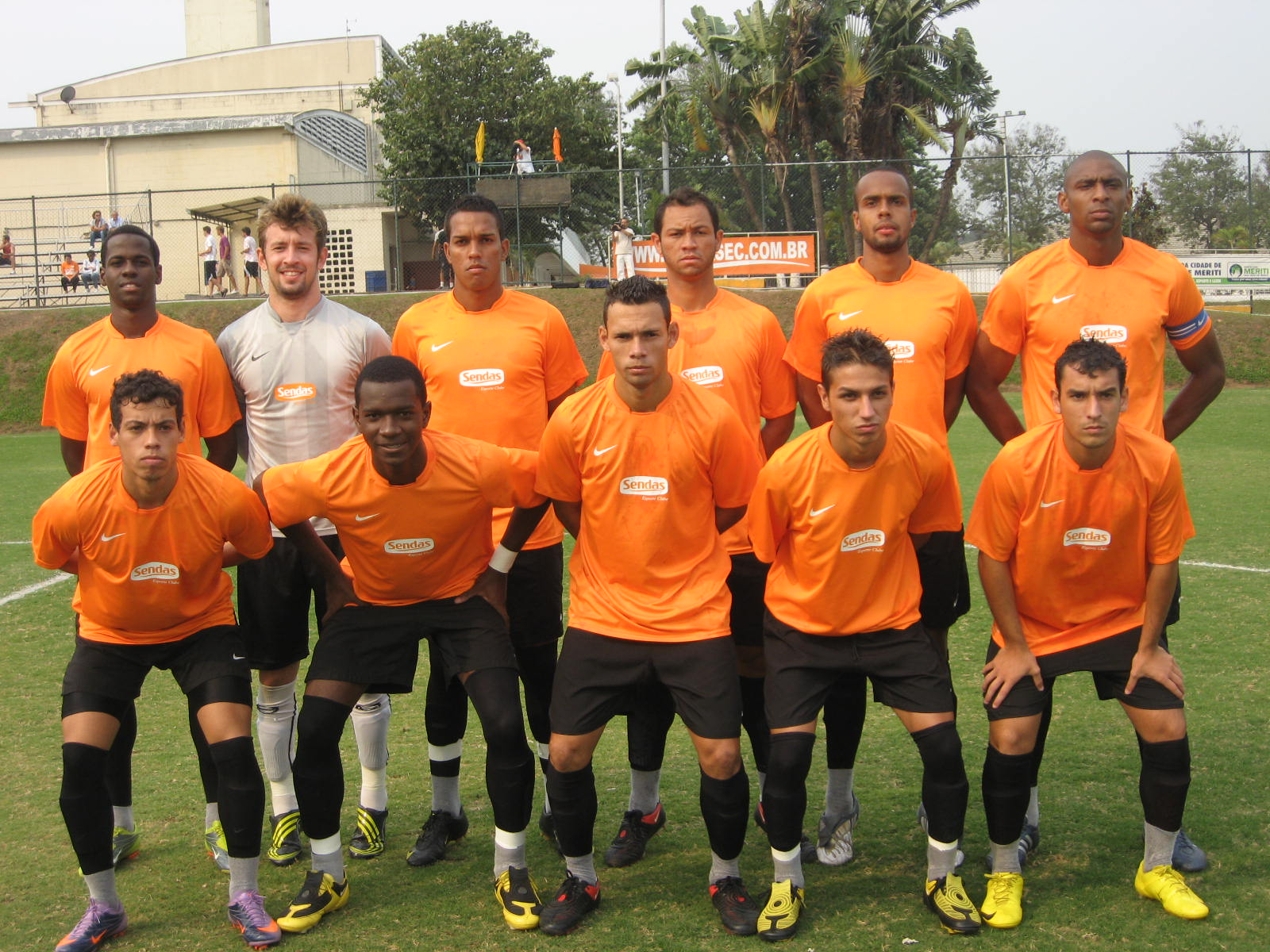
Игроки «Сендаса» в 2010 году

Клуб основан 8 мая 2005 года, как команда одноимённой сети продуктовых магазинов. Домашние матчи проводит на арене «Артур Сендас», вмещающей 1 000 зрителей. Главным достижением «Сендаса» является победа в Кубке Рио в 2010 году. В 2011 году клуб дебютировал в Серии D Бразилии. В том же году он был переименован в «Аудакс Рио».

## Достижения
- Победитель Кубка Рио (1): 2010
- Чемпион третьего дивизиона Лиги Кариока (1): 2007